# Suiza en la Copa Mundial de Fútbol de 1962
La selección de Suiza fue una de las 16 participantes de la Copa Mundial de Fútbol de 1962, que se realizó en Chile. Clasificó luego de obtener el primer lugar del Grupo 1 de la clasificación europea y de superar en un desempate, a su similar de Suecia por 2 a 1 en Berlín.

## Clasificación

### Grupo 1
| Pos. | Equipo  | Pts. | PJ | G | E | P | GF | GC | Dif. | Clasificación |
| ---- | ------- | ---- | -- | - | - | - | -- | -- | ---- | ------------- |
| 1    | Suiza   | 9    | 4  | 3 | 0 | 1 | 9  | 9  | 0    | Clasificado   |
| 2    | Suecia  | 9    | 4  | 3 | 0 | 1 | 10 | 3  | +7   |               |
| 3    | Bélgica | 0    | 4  | 0 | 0 | 4 | 3  | 10 | −7   |               |

 Fuente: 
| 20-11-1960 | Bélgica                      | 2–4     | Suiza                               | Brussels, Bélgica   |                     |
|            | Van Himst 24' · Paeschen 80' | Reporte | Antenen 21' 48' 78' · Schneiter 44' | Árbitro(s): Seipelt | Árbitro(s): Seipelt |

| 20-5-1961 | Suiza           | 2–1     | Bélgica      | Lausanne, Suiza    |                    |
|           | Ballaman 8' 16' | Reporte | Claessen 83' | Árbitro(s): Dorogi | Árbitro(s): Dorogi |

| 28-5-1961 | Suecia                                         | 4–0     | Suiza | Stockholm, Suecia  |                    |
|           | Jonsson 8' · Börjesson 15' 75' · Simonsson 70' | Reporte |       | Árbitro(s): Scares | Árbitro(s): Scares |

| 29-10-1961 | Suiza                                    | 3–2     | Suecia                   | Berna, Suiza      |                   |
|            | Antenen 8' · Wüthrich 68' · Eschmann 81' | Reporte | Simonsson 2' · Brodd 79' | Árbitro(s): Aston | Árbitro(s): Aston |

| 12-11-1961                                                                                          | Suiza                       | 2–1     | Suecia    | Berlín Occidental, Alemania Federal |                   |
| | Schneiter 65' · Antenen 76' | Reporte | Brodd 20' | Árbitro(s): Dusch                   | Árbitro(s): Dusch |
| Partido de desempate en sede neutral para definir al clasificado tras terminar empatados en puntos. |                             |         |           |                                     |                   |

## Jugadores
| #     | Nombre            | Posición      | Edad        | Club                 |
| ----- | ----------------- | ------------- | ----------- | -------------------- |
| 1     | Karl Elsener      | Portero       | 27          | Grasshopper          |
| 2     | Ely Tacchella     | Defensa       | 26          | Lausanne             |
| 3     | André Grobéty     | Defensa       | 28          | Lausanne             |
| 4     | Willy Kernen      | Mediocampista | 32          | FC La Chaux-de-Fonds |
| 5     | Fritz Morf        | Defensa       | 34          | FC Grenchen          |
| 6     | Peter Rösch       | Defensa       | 31          | Servette             |
| 7     | Heinz Schneiter   | Defensa       | 27          | Young Boys           |
| 8     | Rolf Wüthrich     | Delantero     | 23          | Servette             |
| 9     | Roberto Frigerio  | Delantero     | 24          | FC La Chaux-de-Fonds |
| 10    | Fritz Kehl        | Defensa       | 24          | FC Zürich            |
| 11    | Eugen Meier       | Defensa       | 32          | Young Boys           |
| 12    | Marcel Vonlanthen | Delantero     | 28          | Lausanne             |
| 13    | Hans Weber        | Mediocampista | 27          | FC Basel             |
| 14    | Anton Allemann    | Mediocampista | 26          | Mantova              |
| 15    | Charles Antenen   | Delantero     | 32          | FC La Chaux-de-Fonds |
| 16    | Richard Dürr      | Delantero     | 23          | Lausanne             |
| 17    | Norbert Eschmann  | Delantero     | 29          | Stade Français Paris |
| 18    | Philippe Pottier  | Delantero     | 23          | Stade Français Paris |
| 19    | Gilbert Rey       | Delantero     | 31          | Lausanne             |
| 20    | Roger Vonlanthen  | Mediocampista | 31          | Lausanne             |
| 21    | Antonio Permunian | Portero       | 31          | FC Luzern            |
| 22    | Kurt Stettler     | Portero       | 29          | FC Basel             |
| D. T. | Karl Rappan       | Karl Rappan   | Karl Rappan | Karl Rappan          |

## Participación

### Grupo 2
| Equipo           | Pts | PJ | PG | PE | PP | GF | GC | Dif |
| ---------------- | --- | -- | -- | -- | -- | -- | -- | --- |
| Alemania Federal | 5   | 3  | 2  | 1  | 0  | 4  | 1  | 3   |
| Chile            | 4   | 3  | 2  | 0  | 1  | 5  | 3  | 2   |
| Italia           | 3   | 3  | 1  | 1  | 1  | 3  | 2  | 1   |
| Suiza            | 0   | 3  | 0  | 0  | 3  | 2  | 8  | -6  |

| 30 de mayo de 1962, 15:00 | Chile                          | 3:1 (1:1) | Suiza        | Nacional, Santiago                                        |                                                           |
|                           | Sánchez 44', 55' · Ramírez 51' | Reporte   | Wuethrich 6' | Asistencia: 65.000 espectadores Árbitro(s): Kenneth Aston | Asistencia: 65.000 espectadores Árbitro(s): Kenneth Aston |

| 3 de junio de 1962, 15:00 | Alemania Federal         | 2:1 (1:0) | Suiza         | Nacional, Santiago                                   |                                                      |
|                           | Bruells 45' · Seeler 59' | Reporte   | Schneiter 73' | Asistencia: 64.922 espectadores Árbitro(s): Leo Horn | Asistencia: 64.922 espectadores Árbitro(s): Leo Horn |

| 7 de junio de 1962, 15:00 | Italia                        | 3:0 (1:0) | Suiza | Nacional, Santiago                                            |                                                               |
|                           | Mora 2' · Bulgarelli 65', 67' | Reporte   |       | Asistencia: 59.828 espectadores Árbitro(s): Nickolaj Latychev | Asistencia: 59.828 espectadores Árbitro(s): Nickolaj Latychev |